# Ларкин, Тим
Тим Ларкин — композитор и саунд-дизайнер дизайнер компании Valve. Ранее занимал должность звукорежиссёра в компании, которая занималась разработкой программного обеспечения Cyan, выпустившая серию компьютерных игр Myst: realMyst, Uru: Ages Beyond Myst и Myst V: End of Ages. В студии Broderbund создал звуковое сопровождение для Riven.

## Биография
Тим Ларкин наработал 23-летний опыт, занимаясь проектами именно в игровой индустрии. Успешная карьера в качестве композитора и саунд-дизайнера началась в студии Broderbund, где ему удалось создать уникальный звуковой дизайн для Riven.
Немного позже перешел в компанию Cyan для работы над звучанием realMyst и Uru. Тим Ларкин регулярно выступал в роли одного из участников оркестра, играя на трубе. Параллельно с работой в компании  Cyan выполнял сторонние заказы и занимался собственными проектами.
Благодаря своей увлеченности и таланту, Тиму доверили создание звукового сопровождения и музыки для таких игр, как Middle-earth, The Incredibles, Pariah, The Lord of the Rings, and Prince of Persia.
Ларкину вручили главную награду за достижения в саунд-дизайне на 75-й церемонии вручения премии Оскар. В частности, была отмечена работа над короткометражным анимационным фильмом Sony Imageworks The ChubbChubbs!.
В 2000-х Ларкин перешел в компанию Valve, где работал над такими проектами, как Team Fortress 2, Portal, Portal 2, Counter-Strike: Global Offensive, Dota 2 и Artifact.
Опыт Тима в музыкальной индустрии ограничивается не только игровой индустрией. Он часто выступал живьем в качестве трубача с такими артистами, как Натали Коул, Элла Фицджеральд, Джеймс Браун, Мел Торме, Шейла И. и Хьюи Льюис. Ларкин также отметился выпуском пластинки для Ice-T и в качестве сольного исполнителя на Avenue Jazz.
Ларкин также поработал над звуковым сопровождением фильмов HBO: «Крысиная стая», «Белая миля» и «Путаница». В качестве трубача помогал в создании музыки для документальных фильмов National Geographic: «Затерянный флот Гуадалканала», «Перл-Харбор» и «Белый дом».
Uru
Музыка для Uru была написана Тимом ещё во время работы в издательстве Broderbund. В это же время он принимал активное участие в команде Riven, где трудился над созданием различных звуковых эффектов. Это и позволило ему стать главным во время написания музыки для Uru после того, как композитор и соавтор Myst Робин Миллер покинула Cyan в начале 1998 года.
Музыка для игры была скомпонована в полноценный саундтрек Uru Music, который был выпущен в 2003 году. Ларкин ориентировался на атмосферу, передаваемую дизайнерами в самой игре, чтобы оптимально подобрать инструмент для композиций. Например, когда игрока переносят на локацию виртуального Нью-Мексико, Тим выбрал резонаторную гитару и флейты, создавая нечто похожее, как он сам утверждал, на «звучание, укоренившееся для современных юго-западных жителей».
Музыку для других локаций сам Ларкин описал как «менее типичную, чем в большинстве современных игр», ведь ему приходилось работать над композициями, которые подошли бы экзотическим ландшафтам, созданным разработчиками. Итоговый результат получился за счет использования комбинации настоящих и синтезированных музыкальных инструментов. Иногда Ларкин заменял синтезированные треки с помощью записанных в живую композиций при участии настоящих музыкантов. Например, трек «Gallery Theme» получился за счет синтезированной вокальной партии, которая сменялась сопрано Таши Кунц. Чтобы создать экзотические эмоции и атмосферу, Ларкин приглашал представителей племени масаи, которые исполняли вокальные партии во время визита разработчиков в Спокан, штат Вашингтон.
В 2004 году саундтрек Uru был номинирован на две номинации Game Audio Network Guild (GANG): «Лучшая оригинальная вокальная песня (хор)» (победа композиции «Gallery Theme») и «Лучший оригинальный саундтрек» (номинация).
«Gallery Theme» распространилась не только среди фанатов игры, но и стала одной из главных композиций во время представления трейлера к фильму Стивена Спилберга «Мюнхен».